# Conny Söderström
Erik Konrad "Conny" Söderström, född 12 november 1911 i Gävle, död 5 mars 1972 i Stockholm, var en svensk operasångare (tenor).

## Biografi
Söderström tog examen vid Musikhögskolan 1937 och Operaskolan 1941, men i ungdomen försörjde han sig som järnvägsarbetare i Sandviken och kom in på sångarbanan genom kyrkokören. Debuten var 1942 i Låglandet. Han engagerades vid Kungliga Teatern från 1943. 
Han är far till operasångaren Gunilla Söderström och operaregissören Leif Söderström. 

## Filmografi
- 1942 – Sexlingar

## Teater

### Roller
| År   | Roll     | Produktion                                     | Regi        | Teater   |
| 1940 | Baltasar | Mycket väsen för ingenting William Shakespeare | Alf Sjöberg | Dramaten |